# Kanton Bergues

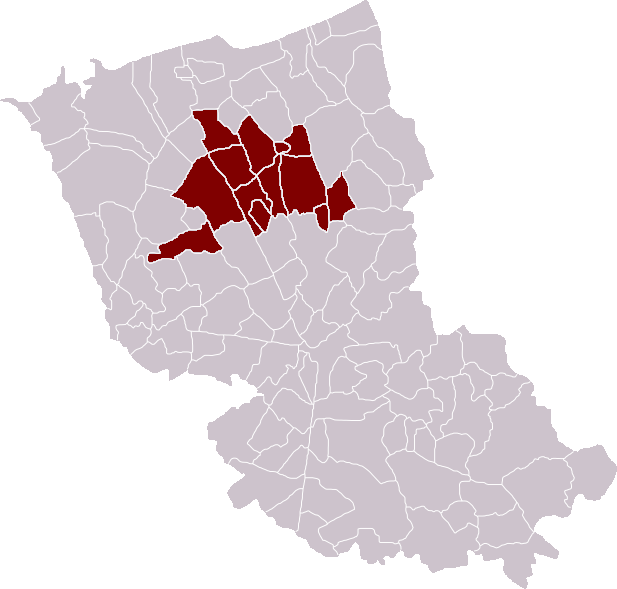
Kanton Bergues

Der Kanton Bergues war bis 2015 ein französischer Wahlkreis im Arrondissement Dunkerque, im Département Nord und in der Region Nord-Pas-de-Calais. Sein Hauptort war Bergues. Vertreter im Generalrat war zuletzt von 2011 bis 2015 André Figoureux (UMP).

## Gemeinden
Der Kanton bestand aus 13 Gemeinden:
| Gemeinde        | Einwohner Jahr | Fläche km² | Bevölkerungsdichte | Code INSEE | Postleitzahl |
| --------------- | -------------- | ---------- | ------------------ | ---------- | ------------ |
| Armbouts-Cappel | 2.398 (2013)   | 10,15      | 236 Einw./km²      | 59016      | 59380        |
| Bergues         | 3.889 (2013)   | 1,32       | 2946 Einw./km²     | 59067      | 59380        |
| Bierne          | 1.754 (2013)   | 11,04      | 159 Einw./km²      | 59082      | 59380        |
| Bissezeele      | 236 (2013)     | 3,57       | 66 Einw./km²       | 59083      | 59380        |
| Crochte         | 686 (2013)     | 7,83       | 88 Einw./km²       | 59162      | 59380        |
| Eringhem        | 476 (2013)     | 11,53      | 41 Einw./km²       | 59200      | 59470        |
| Hoymille        | 3.247 (2013)   | 5,53       | 587 Einw./km²      | 59319      | 59492        |
| Pitgam          | 953 (2013)     | 23,37      | 41 Einw./km²       | 59463      | 59284        |
| Quaëdypre       | 1.121 (2013)   | 18,7       | 60 Einw./km²       | 59478      | 59380        |
| Socx            | 930 (2013)     | 8          | 116 Einw./km²      | 59570      | 59380        |
| Steene          | 1.327 (2013)   | 10,28      | 129 Einw./km²      | 59579      | 59380        |
| West-Cappel     | 565 (2013)     | 7,57       | 75 Einw./km²       | 59657      | 59380        |
| Wylder          | 320 (2013)     | 2,55       | 125 Einw./km²      | 59665      | 59380        |

Die flandrischen Bezeichnungen der Orte sind:
- Armbouts-Cappel: Armboutskappel
- Bergues: Sint-Winoksbergen
- Bierne: Bieren
- Bissezeele: Bissezele
- Crochte: Krochte
- Eringhem: Eringem
- Hoymille: Hooimille
- Pitgam: Pitgam
- Quaëdypre: Kwaadieper
- Socx: Soks
- Steene: Stene
- West-Cappel: Westkappel
- Wylder: Wilder